# Клименко Людмила Миколаївна
Людми́ла Микола́ївна Климе́нко (нар. 5 серпня 1955, с. Шаповалівка Конотопського району Сумської області) — українська співачка (альт). Народна артистка України (2003).

## Життєпис
1974 — закінчила студію при Народному хорі ім. Г. Верьовки в Києві (викладач А. Т. Авдієвський).
З тих пір працює солісткою цього хору — нині Національного заслуженого академічного народного хору України імені Григорія Верьовки.
Має гарний голос оксамитового тембру і широкого діапазону.
Гастролювала в США, Канаді, Мексиці, Колумбії, Бразилії та інших країнах світу.
Здійснює записи на радіо і телебаченні.
2003 року удостоєна звання Народної артистки України.

## Репертуар
пісні українських композиторів
- Степом, степом (слова М. Негоди, музика А. Пашкевича)
- Мамина вишня (слова Д. Луценка, музика А. Пашкевича)
- Пісня про землю (слова М. Сома, музика В. Верменича)
- На калині мене мати колихала (слова А. М'ястківського, музика В. Верменича)
- Пане полковнику (музика М. Збарацького, слова Н. Галковської)
- Журавка (слова М. Юхимовича, музика О. Білаша)
- Лелеча доля (слова В. Цілого, музика І. Кириліної, обробка А. Авдієвського)

народні пісні
- Гиля, гиля, сірі гуси
- Летіла зозуля
- Гей, Іване
- Тиха вода
- Ой хмариться, дощ буде